# Asporça Hatun
Asporça Hatun (cca 1300? Byzantská říše – 1362 Bursa, Osmanská říše), rodným jménem princezna Asporsha, byla druhá žena osmanského sultána Orhana I. a matkou prince Ibrahima, Fatmy Hatun a Selcuk Hatunof.

## Biografie
O životě princezny Asporshi se toho mnoho neví. Některé zdroje uvádí, že byla dcerou císaře Adronikose III. a jeho ženy Anny Savojské. Nicméně data narození císaře Adronikose a princezny Asporshi jsou skoro stejné, čímž by bylo nemožné, aby byla jeho dcerou.
V roce 1316 si ji vzal sultán Orhan I. někde na území Byzantské říše, avšak oslavy manželství pokračovaly dál. Po svatbě Asporsha konvertovala na Islám, stejně jako sultánova předchozí konkubína Nilüfer Hatun, a ještě téhož roku porodila syna, prince Ibrahima. Ten se později stal guvernérem provincie Eskişehir a později byl popraven svým nevlastním bratrem Muradem, který se pak stal sultánem. Jeho sestry Fatma a Selcuk se údajně také podílely na vraždě Ibrahima, ale tyto informace nebyly nikdy potvrzeny.
Zemřela v roce 1362 a byla pohřbena v hrobce společně se sultánem Orhanem a jeho konkubínou Nilüfer v Burse.